# Стефан Мустиянович
Стефан Мустиянович (нар. 1807 — пом. 1865) — греко-католицький священик у Мармарощині, архідиякон горішньої частини Мармароської Верховини.

## Життєпис
Стефан Мустиянович був парохом у селі Пилипець. Він видав друком численні проповіді, проголошені українською мовою.
У 1851 році на запит кошицького намісництва склав топографічний опис українців Мармароського та Берегського комітатів «Topographica Descriptio Ruthenorum in Comitatibus Maramaros et Beregh habitantium».
Цей опис не був опублікований, однак і в рукописному вигляді він набув популярності у тогочасних наукових колах. 
У 1857 році Мустиянович завершив значне за обсягом етнографічне дослідження «О русинах в Венгрії і Галіції». Доля обох рукописів невідома. 